# 赤木良次
赤木 良次（あかぎ りょうじ、1958年3月31日 - ）は、日本の元俳優、元歌手。本名、石井 良一。
福岡県八女市出身。身長178cm。血液型はA型。筑陽学園高校卒業。

## 来歴
高校時代、ボランティア活動中にスカウトされ、卒業後に上京して作曲家の城賀イサムに師事。
1977年、ミノルフォンより、『愛の風向き』で歌手デビュー。芸名は、王貞治が命名した。その後俳優に転向し、1979年のテレビドラマ『鉄道公安官』にレギュラー出演。
1982年には『大戦隊ゴーグルファイブ』で、主役のゴーグルレッド / 赤間健一役を演じる。同番組で共演した春田純一は、赤木についてシャイな性格であったが、次第に役と同様のリーダー的存在になっていったと証言している。
1988年ごろに俳優を引退している。

## 出演

### テレビドラマ
- 鉄道公安官（1979年 - 1980年、ANB） - 古賀隆太 役
- 土曜ワイド劇場 （ANB）
  - 三毛猫ホームズの追跡・女性専科連続殺人事件（1980年） - 生駒さとる 役
  - 牟田刑事官事件ファイル4 財布を拾った女（1985年）
- 大戦隊ゴーグルファイブ（1982年 - 1983年、ANB） - 主演・赤間健一/ゴーグルレッド 役
- オレゴンから愛 第5話（1984年、CX）
- 金曜女のドラマスペシャル   時間の風蝕 金沢・修善寺 女の完全犯罪（1984年、CX）

### 映画
- 博多っ子純情（1978年、松竹） - 穴見武 役
- 劇場版 大戦隊ゴーグルファイブ（1982年、東映） - 主演・赤間健一/ゴーグルレッド 役

## 音楽
- 愛の風向き / 旅のあと（1977年、ミノルフォン）